# Волиця (Словаччина)
Волиця (словац. Volica) — село в Словаччині, Меджилабірському окрузі Пряшівського краю. Розташоване в північно-східній частині Словаччини, у долині ріки Лаборець, на автошляху Меджилабірці — Гуменне.

## Історія
Давнє лемківське село. Уперше згадується у 1405 році.

## Пам'ятки
У селі є греко-католицька церква Успіння Пресвятої Богородиці з 1796 року в стилі класицизму, з 1988 року національна культурна пам'ятка.

## Населення
| Рік:            | 1994. | 2004.    | 2014.   | 2024.    |
| --------------- | ----- | -------- | ------- | -------- |
| Кількість осіб: | 366   | 326      | 298     | 254      |
| Різниця:        |       | -10,92 % | -8,58 % | -14,76 % |

| Рік:            | 2023. | 2024.   |
| --------------- | ----- | ------- |
| Кількість осіб: | 259   | 254     |
| Різниця:        |       | -1,93 % |

В селі проживає 321 особа.
Національний склад населення (за даними останнього перепису населення — 2001 року):
- словаки — 69,16 %
- русини — 28,24 %
- українці — 1,15 %
- чехи — 0,29 %

Склад населення за приналежністю до релігії станом на 2001 рік:
- греко-католики — 78,96 %,
- православні — 8,24 %,
- римо-католики — 8,36 %/